# ATP Challenger Aschkelon
Der ATP Challenger Aschkelon (offiziell: Ashkelon Challenger) war ein Tennisturnier, das von 1983 bis 1984 in Aschkelon, Israel, stattfand. Es gehörte zur ATP Challenger Tour und wurde im Freien auf Hartplatz gespielt. Bruce Manson ist mit je einem Titel in Einzel und Doppel der einzige mehrfache Turniersieger.

## Liste der Sieger

### Einzel
| Jahr | Sieger            | Finalgegner    | Ergebnis      |
| ---- | ----------------- | -------------- | ------------- |
| 1984 | Bruce Manson      | Shahar Perkiss | 6:7, 6:3, 7:6 |
| 1983 | Shlomo Glickstein | Amos Mansdorf  | 6:3, 6:3      |

### Doppel
| Jahr | Sieger                           | Finalgegner                | Ergebnis      |
| ---- | -------------------------------- | -------------------------- | ------------- |
| 1984 | Bruce Manson Jeff Turpin         | Leo Palin Michiel Schapers | 6:2, 6:2      |
| 1983 | Stefan Svensson Huub van Boeckel | Rodney Crowley Rand Evett  | 6:4, 4:6, 6:3 |